# 海色ダイアリー
『海色ダイアリー』（うみいろダイアリー）は、みゆによる児童文学シリーズ。集英社みらい文庫より2020年3月から発行されている。2021年8月にはYouTubeのみらい文庫チャンネルにてボイスドラマが配信。挿絵は加々見絵里。2022年3月16日発売の春の大増刊りぼんスペシャルにて姫川恵梨によるコミカライズが連載。同年4月21日にはコミカライズ連載を記念し、りぼんチャンネルにてボイスコミックが配信された。漫画版のコミックスが同年12月23日にりぼんマスコットコミックスから発売。

## あらすじ
母親と暮らす中学一年生の夏目結亜は、運営している下宿に新しい下宿人が引っ越してくることとなる。その引っ越し人は憧れの双子アイドル「橘兄弟」であったが、実は彼らは双子ではなく五つ子であり彼らと一緒に暮らすことになる。

## 登場人物
声優名はボイスドラマ版 / ボイスコミック版の順に記載。
夏目結亜（なつめゆあ）
声 - 三浦雪那 / 丸山美紀
中学一年生の十三歳。母親と二人暮らしで母の下宿屋を手伝っている。大人気双子アイドルユニット「橘兄弟」の大ファン。四季推し。運動神経が良く、男子並みに足が速い。引っ越してきた五つ子に憧れて、人気雑誌「cream soda（クリームソーダ）」の専属モデルオーディションに挑み、悠木由依（ゆうきゆい）、芹沢絢香（せりざわあやか）、黒江立冬（くろえりと）の三人とともに合格。以後、「Mon.STAR（モンスター）」という人気新人四人組グループの一人として活躍。
橘一星（たちばないっせい）
声 - 鈴木将之 / 箱崎翔
五つ子の長男。スポーツ万能で運動神経が良い。引っ越してきてからはサーフィンにハマっている。弟思いでみんなの頼れるお兄ちゃん。将来の夢は舞台俳優。
橘二葉（たちばなふたば）
声 - 長野嵩
五つ子の次男で、「橘兄弟」の一人。しっかりもので頭が良く、五つ子のお金の管理をしている。昔は、東京のやんちゃグループ『グランドトライン』に所属しリーダーをしていた。
橘三月（たちばなみつき）
声 - 後藤豊 / 汐乃達矢
五つ子の三男。一時期は母親の死を引きずっていて、学校は不登校。克服した今でもサボり癖があり、時々不登校になってしまうことがある。音楽が大好きで、ゲームが得意。
橘四季（たちばなしき）
声 - 柊一希 / 荒木命
五つ子の四男で、「橘兄弟」の一人。穏やかで優しい性格で、料理が得意。将来の夢は俳優。
橘五河（たちばないつか）
声 - 笹尾健太
五つ子の五男で末っ子。どんなときでも明るく笑顔で、みんなの太陽みたいな存在。サッカーが大好きで、頼先輩のお気に入り。
持丸こと
声 - 青山依純
結亜との幼稚園からの幼馴染。友達からは『もちこ』と呼ばれる。結亜よりも熱狂的な「橘兄弟」の大ファン。二葉推し。
芹沢絢香（せりざわあやか）
声 - 矢部仁美
金持ちの美人お嬢様。橘兄弟のファン。意地悪だけどかっこよく、小学生の時に有名なミス・コンテストで優勝をしたことがあるほどの美人。結亜と同じ学校であり、「Mon.STAR」の一人。
芹沢頼（せりざわより）
絢香の兄。中学3年生。生徒会長をしていて、サッカー部のキャプテンも担っている。結亜と五河の事を気に入っている。
莉奈（りな）
雑誌「cream soda」の読者モデル。
加恋（かれん）
雑誌「cream soda」の人気新人専属モデル。五つ子の幼馴染。
硝子（しょうこ）
雑誌「cream soda」のカリスマ人気モデル。プリンセス組と呼ばれる三人組の一人
悠木由依（ゆうきゆい）
有名なインスタグラマーでインフルエンサー兼モデル。SNS上では「ゆゆん」と名乗っている。「Mon.STAR」の一人。
徳川（とくがわ）
雑誌「cream soda」の副編集長。
真白（ましろ）
アイドルグループ「Flowers（フラワーズ）」のリーダー兼ボーカル。
風我（ふうが）
アイドルグループ「Flowers」のメンバーで作詞作曲担当。
優流（ゆうる）
二葉の昔の仲間。『グランドトライン』で二葉と二人組でとてもケンカが強くて有名。
苺（いちご）
最強小悪魔の美少女。『グランドトライン』のお姫様的ポジション。大人気アイドルグループ「あみゅれっと」のセンター。中学一年生。

## 既刊一覧

### 小説
- みゆ（著）・加々見絵里（絵）『海色ダイアリー』〈集英社みらい文庫〉、既刊15巻（2025年4月18日現在）
  1. 「～おとなりさんは、五つ子アイドル⁉～」2020年3月19日発売[5]、ISBN 978-4-08-321563-6
  2. 「～五つ子アイドルと、 はじめての家出⁉～」2020年7月17日発売[6]、ISBN 978-4-08-321588-9
  3. 「～五つ子アイドルのひみつの誕生日!?～」2020年11月20日発売[7]、ISBN 978-4-08-321612-1
  4. 「～五つ子アイドルの涙の運動会!?～」2021年3月19日発売[8]、ISBN 978-4-08-321636-7
  5. 「～五つ子アイドルとせつない夏祭り～」2021年7月16日発売[9]、ISBN 978-4-08-321661-9
  6. 「～五つ子アイドルと謎の美少女～」2021年11月26日発売[10]、ISBN 978-4-08-321688-6
  7. 「～五つ子アイドルもドキドキ!?　 結亜のモデルオーディション！～」2022年3月18日発売[11]、ISBN 978-4-08-321711-1
  8. 「～五つ子アイドルが大ゲンカ!?　二葉の初恋～」2022年7月15日発売[12]、ISBN 978-4-08-321732-6
  9. 「～五つ子アイドルと五河の夢～」2022年12月16日発売[13]、ISBN 978-4-08-321757-9
  10. 「～五つ子アイドルもワクワク！　結亜と四季のファッションショー～」2023年4月21日発売[14]、ISBN 978-4-08-321778-4
  11. 「～五つ子アイドルと真夜中の歌い手～」2023年9月15日発売[15]、ISBN 978-4-08-321807-1
  12. 「～五つ子アイドルと告白の行方！　一星の舞台デビュー」2024年3月22日発売[16]、ISBN 978-4-08-321839-2
  13. 「～五つ子アイドルとバレンタイン　二葉の特別なチョコレート～」2024年7月19日発売[17]、ISBN 978-4-08-321857-6
  14. 「～五つ子アイドルのホワイトデー　五河と海の水晶～」2024年11月22日発売[18]、ISBN 978-4-08-321880-4
  15. 「～五つ子アイドルと、結亜のはじめてのステージ！～」2025年4月18日発売[19]、ISBN 978-4-08-322004-3

### 漫画版
- みゆ（原作）・加々見絵里（キャラクター原案）・姫川恵梨（漫画）『海色ダイアリー』集英社〈りぼんマスコットコミックス〉、既刊1巻（2024年7月19日現在）
  1. 2022年12月23日発売[20]、ISBN 978-4-08-867696-8